# Hyphear tanakae
Hyphear tanakae är en tvåhjärtbladig växtart som först beskrevs av Franch. & Sav., och fick sitt nu gällande namn av Takahide Hosokawa. Hyphear tanakae ingår i släktet Hyphear och familjen Loranthaceae. Inga underarter finns listade i Catalogue of Life.